# El caso Asunta (sèrie de televisió)
El caso Asunta és una minisèrie policíaca del 2024 creada per Ramón Campos, Gema R. Neira, Jon de la Cuesta i David Orea Arribas basada en l'assassinat d'Asunta Basterra i protagonitzada per Candela Peña i Tristán Ulloa. Es va estrenar a la plataforma Netflix el 26 d'abril de 2024.

## Argument
La trama fa un seguiment de la investigació sobre el cas d'Asunta Basterra després que els pares d'Asunta, Rosario Porto i Alfonso Basterra, denuncien la seva desaparició el 21 de setembre de 2013 i el seu cadàver es troba després en una carretera prop de Santiago de Compostel·la.
La trama segueix la investigació del cas Asunta Basterra després que els pares d'Asunta, Rosario Porto i Alfonso Basterra, denunciessin la seva desaparició el 21 de setembre del 2013 i el seu cadàver fos trobat en una carretera a prop de Santiago de Compostel·la.

## Repartiment
- Candela Peña com a Rosario Porto
- Tristán Ulloa com a Alfonso Basterra
- Iris Whu com a Asunta
- Javier Gutiérrez com a jutge Malvar
- Carlos Blanco com a agent Ríos
- María León com a Cristina Cruces
- Francesc Orella
- Alicia Borrachero
- Raúl Arévalo
- Ricardo de Barreiro

## Producció
La sèrie és una producció de Bambú Producciones creada per Ramón Campos, Gema R. Neira, Jon de la Cuesta i David Orea Arribas. Carlos Sedes i Jacobo Martínez van dirigir la minisèrie de sis episodis. Els llocs de rodatge van ser Santiago de Compostel·la i Vigo. Candela Peña va treballar amb dos professors per millorar el seu accent gallec.